# ヴァレリオス・スタイス

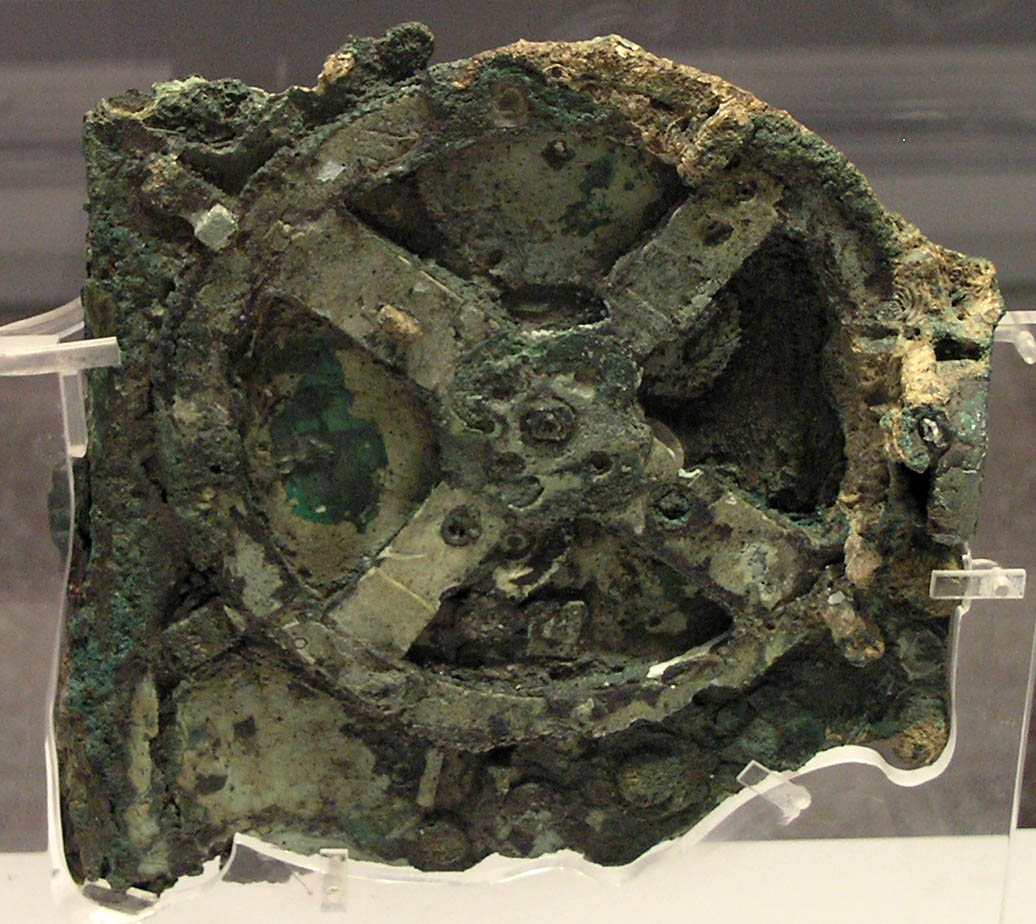
ヴァレリオス・スタイスが1901年に沈没船から発見したアンティキティラ島の機械。

ヴァレリオス・スタイス（希: Βαλέριος Στάης, 英: Valerios Stais, 1857年-1923年）は、ギリシャの考古学者である。

## 生涯
1857年にキティラ島で生まれたスタイスは、アテネで医学を学んだ後にドイツで考古学を学んだ。彼はギリシャに拠点を持つ外国の考古学学校の発掘の無給キュレーターとしてギリシャ考古学サービスに入った。彼はすぐにアルゴリスとコリントスの古代美術のキュレーターに任命され、後にアテネ国立考古学博物館のコレクションのキュレーターとなり、その後さらにディレクターとなった。彼はエピダウロス、アルゴリス、テッサリア、アンティキティラ島、スニオン岬、ラムヌスなどで発掘した。アンティキテラ島では1900年から1902年にかけて最初の世界的な海洋考古学的な発掘を行い、後にアンティキティラ島の機械と呼ばれることになる、最初は些末な発見と見なされていた遺物の重要性を認識した。彼は多くの研究を発表し、1923年に死去した。
彼のいとこは大臣となった有力な政治家スピリドン・ステイスであった。